# 寺田
寺田（じでん、てらだ）とは、日本において、仏教寺院の運営経費にあてる領田（寺社領）をいう。

## 沿革
日本に仏教が伝来したのは、6世紀中期の欽明天皇のときとされているが、本格的に寺院が建立され、仏教が興隆し始めたのは、6世紀末 - 7世紀前期の推古天皇の頃であった。仏教寺院の運営には当然経費を要するため、寺院の収入源として寺田が設定されることとなった。7世紀後半に律令制が整備され、田地は口分田などの班田収授の体系に組み込まれていったが、寺田（および神社の運営にあてる神田）のみは、班田の対象外とされた。これは、寺田および神田が、寺院や神社の所有物ではなく、神仏に帰属するものと認識されていたことによる。そのため、神仏に帰属する寺田・神田の売買は禁止されていた。
8世紀に成立した大宝律令・養老律令では、僧尼令・田令などに寺田に関する規定が置かれた。令文には、寺田を6年1班の班田収授の対象から除外する、すなわち不輸租田（租税を免除した田地）とすることが規定されていたが、その反面、個人から寺院へ田地を施入（寄付）することは禁止されていた。
しかし、8世紀中期に墾田永年私財法が施行されると、有力な大寺社は積極的に墾田を進めて、荘園を確保していった（初期荘園）。この墾田開発は、半ば、仏教興隆を目的とする律令政府が主導したものであり、例えば地方国司による東大寺の荘園開発を示す史料などが多数発見されている。こうして開発した荘園について、寺院は寺田であると主張し、政府から不輸の権（租税免除の権利）を獲得していった。
9世紀 - 10世紀に律令制が崩壊した後も、寺田には不輸の権が認められていたため、墾田や買収などで付近の田地を集積していた田堵（有力農民）＝開発領主は、自分の経営する田地を有力寺院（または有力神社）へ寄進することで、不輸の権を獲得しようとした。そのため、有力寺社には荘園の寄進が集中した。
その後、11世紀 - 13世紀ごろに荘園公領制が成立すると、荘園や国衙領の除田（じょでん、免税田を意味する）の一つとして寺田が位置づけられた。寺田にかかる年貢・公事は、領主の収入とはならず、寺院運営の経費にあてられた。

## 地名・名字
日本の地名としての寺田は、上記の寺田に由来する。寺田は日本各地に存在したため、地名としての寺田も日本全国に分布している。
また、日本の名字（姓）の寺田も、上記の寺田に由来する。